# Estación de ferrocarril de Changchun
La estación de Changchun (en chino tradicional, 長春站; en chino simplificado, 长春站; pinyin, Chángchūn Zhàn) es una estación de ferrocarril de Changchun, en la provincia china de Jilin. La estación es una de las paradas de las líneas ferroviarias Beijing-Harbin, Harbin-Dalian, Changchun-Tumen, Changchun-Baicheng y Changchun-Jilin. También tiene conexión con el Metro de Changchun en las líneas 1, 3 y 4.

## Historia
La estación se inauguró en 1907. El edificio de la nueva estación se construyó en 1994. En 2014, se completaron las renovaciones en una estación ampliada, con pistas adicionales y un nuevo edificio norte. Se agregó una nueva fachada sur de mampostería.